# Kosmos 265
O Kosmos 265 (em russo: Космос 265), também denominado DS-P1-Yu Nº 18, foi um satélite artificial soviético lançado ao espaço com sucesso no dia 7 de fevereiro de 1969 através de um foguete Kosmos-2I a partir do Cosmódromo de Plesetsk.

## Características
O Kosmos 265 foi o décimo oitavo membro da série de satélites DS-P1-Yu e o décimo sétimo lançado com sucesso após o fracasso do lançamento do segundo membro da série. Sua missão era auxiliar sistemas antissatélites e antimíssil soviéticos.
O Kosmos 265 foi injetado em uma órbita inicial de 485 km de apogeu e 283 km de perigeu, com uma inclinação orbital de 71 graus e um período de 91,8 minutos. Reentrou na atmosfera terrestre em 1 de maio de 1969.